# Able Archer 83
Able Archer 83 var en ti dage lang NATO-øvelse, der startede 2. november 1983 over store dele af Vesteuropa – centreret omkring SHAPEs hovedkvarter i byen Casteau nord for Mons i Belgien. Øvelsen, der sluttede 11. november, simulerede en optrappet international situation, der kulminerede med afsendelsen af en atombombe.
På grund af øvelsens realistiske form, det i forvejen anspændte forhold mellem Sovjetunionen og USA (med bl.a. den sovjetiske nedskydning af Korean Air Lines Flight 007 et par måneder før) samt sovjetledernes paranoia frygtede man i Kreml, at der muligvis var tale om et maskeret angreb fra USAs side. Ifølge et notat fra CIA (SNIE 1984) skulle Sovjetunionens leder Jurij Andropov have sat visse enheder af det sovjetiske militær og atomare styrker i forhøjet beredskab, og luftvåbenet i DDR og Polen skulle ligeledes være sat i forhøjet alarmberedskab. Visse historikere har på den baggrund hævdet, at Able Archer 83 var det tætteste, verden har været på en egentlig atomkrig. Denne udlægning af hændelsen støttes af den mangeårige CIA-medarbejder (og senere CIA-chef og forsvarsminister) Robert Gates' erindringer.
Kriseteorien omtales bl.a. af CIA-historikeren Benjamin B. Fischer, og Jonathan M. DiCicco argumenterer for, at krisen omkring Able Archer var en medvirkende årsag til, at Reagan-administration reviderede sin opfattelse af Sovjetunionen.
Den amerikanske historiker Raymond Garthoff er en af de historikere, der har omtalt krisen i forbindelse med Able Archer i sin bog ’The Great Transition. American–Soviet relations and the End of the Cold War’ (1994). Garthoff har efterfølgende revideret sin opfattelse, og mener ikke længere, at der var tale om nogen form for krise eller ekstraordinær militær optrapning i forbindelse med Able Archer. Ifølge Garthoff bygger omtalen af krisen i CIA-notatet (SNIE 1984) på en misforståelse blandt CIA’s analytikere. Forfatteren til det omtalte notat, Fritz W. Ermarth, skrev i 2003, at set i lyset af den senere forskning omkring Able Archer, er der i dag intet der tyder på, at der var tale om en krise i forbindelse med øvelsen.
Den danske forsker Jens Gregersen argumenterer i en artikel for, at kriseopfattelsen er dårligt kildemæssigt underbygget, eftersom der overhovedet ikke kendes østlige kilder, der understøtter teorien. Tværtimod afvises kriseteorien fuldkommen af bl.a. den daværende første-vicechef for generalstaben Sergej Akhromejev, første-viceudenrigsminister Georgij Kornijenko og første-vicechef i Centralkomitéens Internationale Afdeling Vadim Zagladin. Hverken den daværende chef for KGB's Første Hovedirektorat Vladimir Krjutkjov, der var ansvarlig for udenrigsspionagen, den sovjetiske udenrigsminister Andrei Gromyko, den mangeårige sovjetisk ambassadør i USA Anatoly Dobrynin eller generalsekretær Mikhail Gorbatjov nævner krisen i deres erindringer. Direkte adspurgt af den amerikanske historiker Raymond Garthoff har Gorbatjov udtalt, at Politbureauet aldrig fik nogen informationer om en krise eller ekstraordinære militære foranstaltninger i forbindelse med Able Archer. Der findes heller ingen omtale af krisen i andre vestlige kilder, således heller ikke i Forsvarets Efterretningstjenestes arkiver. På denne baggrund forekommer teorien om den påståede krise i forbindelse med Able Archer 83 ifølge Gregersen at være lidet troværdig. Gregersen konklusion støttes af koldkrigseksperten, Harvard-professor og redaktør af Journal of Cold War Studies, Mark Kramer, der efter bl.a. at have talt med medlemmer af SUKP’s politbureau har afvist, at der i forbindelse med Able Archer var tale om nogen form for krise, eller at sovjetiske militære enheder eller andre østlige styrker blev sat i alarmberedskab. Denne udlægning har fået støtte af den tidligere chef for Forsvarets Efterretningstjeneste (FE), pensioneret generalmajor Jørgen O. Hjorth, som har bekræftet, at FE ikke bemærkede usædvanlig aktivitet i forbindelse med øvelsen.
Den afhoppede KGB-agent Oleg Gordijevskij nævner kort den sovjetiske paranoia over Able Archer i sine erindringer i forbindelse med omtale af den såkaldte operation RJaN. Gordijevskij, der på dette tidspunkt var udstationeret i London, nævner at en efterretningsofficer fra CIA senere forklarede, at man ikke fra amerikansk side havde observeret nogen form for forhøjet sovjetisk beredskab. I et Directorate of Intelligence-notat om den sovjetiske opfattelse af risikoen for en militær konfrontation med USA fra oktober 1983 hed det, at der ingen beviser var for, at man reelt fra sovjetisk side frygtede en militær konfrontation.
Jack F. Matlock, der af præsident Reagan blev udpeget som Special Assistant to the President and Senior Director of European and Soviet Affairs i National Security Council i september 1983, og som efterfølgende var amerikansk ambassadør i Moskva og deltager i nedrustningsforhandlingerne mellem USA og Sovjet, har skrevet følgende om Able Archer: I am convinced it had no political significance. Not a single Soviet senior policy maker at the time has ever mentioned it; several have said they had no knowledge of it.

## Kulturel betydning
Tv-serien Spionen foregår op til og under Able Archer.